# Liste der Ehrenbürger von Neustadt an der Aisch
Die Ehrenbürgerwürde ist die höchste Auszeichnung, die die Stadt Neustadt an der Aisch zu vergeben hat. Ehrenbürger werden bei Veranstaltungen öffentlich begrüßt. Beim Ableben wird ihrer am Grabe und in einer Sitzung des Stadtrats gedacht. Daneben vergibt die Stadt die Goldene Bürgermedaille.
Seit 1909 wurden folgende Personen zu Ehrenbürgern ernannt:
Hinweis: Die Auflistung erfolgt chronologisch nach Datum der Zuerkennung.

## Die Ehrenbürger der Stadt Neustadt an der Aisch
1. Georg Vogel (* 8. Oktober 1861; † 9. November 1933)
Altbürgermeister
Verleihung am 14. April 1909
Vogel war Bürgermeister von 1898 bis 1912 und Abgeordneter des Bayerischen Landtags. Er wurde für seine hervorragenden Verdienste um das Wohl der Stadt[1] ausgezeichnet.
2. Adolf Hitler (* 20. April 1889 in Braunau am Inn; † 30. April 1945 in Berlin)
Braunschweigischer Regierungsrat und Vorsitzender der NSDAP, hatte bereits am 5. August 1923 vor 20.000 Zuhörern in Neustadt gesprochen
Verleihung am 7. März 1932 (als „Führer der deutschen Freiheitsbewegung“), formell durch Stadtratsbeschluss aberkannt am 5. Februar 1946[2]
3. Paul von Hindenburg (* 2. Oktober 1847 in Posen; † 2. August 1934 auf Gut Neudeck)
Reichspräsident. Am 13. Juli 1917 hatte er als Generalfeldmarschall mit Erich Ludendorff einen kurzen Aufenthalt in Neustadt.[3] 1925 wurde seine im Rundfunk übertragene Wahlkampfrede auch in den Neustädter Löwensaal übertragen.[4]
Verleihung am 30. März 1933
4. Julius Streicher (* 12. Februar 1885 in Fleinhausen; † 16. Oktober 1946 in Nürnberg)
Gauleiter der NSDAP in Franken
Verleihung (mit einer der Verleihungsordnung nicht entsprechenden Begründung[5]) am 24. April 1933, formell durch Stadtratsbeschluss aberkannt am 5. Februar 1946[6]
5. Andreas Schildknecht (* 3. Oktober 1861 in Neustadt; † 15. August 1938 ebenda)
Altbürgermeister
Verleihung am 25. August 1936
Der Gastwirt und Weinhändler Schildknecht war vom 20. Januar 1913 bis 23. August 1917 ehrenamtlicher Bürgermeister. Er war im März 1923 Mitbegründer der Neustädter NSDAP-Ortsgruppe und wurde 1928 in den Bezirkstag gewählt.[7] Er wurde für seine großen Verdienste um die Stadtgemeinde in schwerer Zeit zum Ehrenbürger ernannt.
6. Ludwig Siebert (* 17. Oktober 1874; † 1. November 1942)
Jurist und Politiker (BVP/NSDAP), Bürgermeister von Rothenburg ob der Tauber und Oberbürgermeister von Lindau, Landtags- und Reichstagsabgeordneter, sowie bayerischer Ministerpräsident
Verleihung am 15. März 1939 und Übergabe am 18. März anlässlich eines Besuches in Neustadt[8]
7. Leonhard Bankel (* 18. Mai 1883; † 10. Juli 1974)
Altbürgermeister
Verleihung am 19. April 1951
Bankel übernahm am 25. April 1921 das Amt des Ersten Bürgermeisters bis 1945 (Kirchenvorstand war er ab Juli 1933, NSDAP-Mitglied ab 1937) und erneut von 1948 bis 1960 (SPD).[9] Seit 1907 hatte er sich als Sparkassenverwalter um die Entwicklung der städtischen Sparkasse verdient gemacht.[10] „In Treue und Aufopferung hat er dem Gemeinwohl nach besten Kräften gedient und durch persönlichen Einsatz in den unglückseligen Tagen des April 1945 die Stadt vor der Zerstörung bewahrt“ formuliert der Beschluss des Stadtrates vom 19. April 1951. Den Einmarsch der Amerikaner am 16. April hatte Bankel mit den Worten „dunkelster Tag“ und „dunkelste Stunde“ in der Neustädter Stadtgeschichtsschreibung beschrieben.[11] Nach ihm ist der Leonhard-Bankel-Platz in Neustadt benannt.[12]
8. Max Döllner (* 31. März 1874; † 7. Januar 1959)
Oberregierungs- und Obermedizinalrat, Heimatforscher
Verleihung am 26. März 1954
Mit der Verleihung der Ehrenbürgerschaft an Döllner wurden seine überragenden Verdienste um die Erforschung der Heimatgeschichte dankbar gewürdigt.
9. Georg Selz (* 19. Dezember 1900; † 4. Juli 1968)
Ehrenbürger des 1972 eingemeindeten Ortsteils Birkenfeld
Unternehmer, Gemeinderat
Beschluss vom 27. November 1965
10. Werner Dollinger (* 10. Oktober 1918; † 3. Januar 2008)
Politiker (CSU)
Verleihung am 10. Oktober 1978
11. Wolfgang Mück (* 9. Oktober 1939 in Müglitz an der March)
Historiker, Pädagoge, Heimatforscher und Erster Bürgermeister (SPD) von 1990 bis 2002
Verleihung am 10. Oktober 2009
Träger des Bundesverdienstkreuzes am Bande